# 심풍지
심풍지(沈豊之, 1738년 ~ 1793년)는 조선 후기의 문신이다. 본관은 청송. 자는 사상(士常), 호는 기재, 시호는 정간(貞簡)이다. 영조 때 이조판서를 지낸 심택현(沈宅賢)의 손자로, 순조와 헌종 때 이조판서를 지낸 심능악(沈能岳)의 아버지이고, 대한제국 공작 청녕공 심순택(靑寧公 沈舜澤)의 증조부이다. 영의정 유척기(兪拓基)의 손서(손녀사위)이고, 순조의 국구 영안부원군 김조순(永安府院君 金祖淳)은 심풍지의 조카사위이다.

## 생애
1771년(영조 47년) 정시문과에 급제하여, 1776년(정조 1년) 홍문관 수찬, 부교리, 교리, 사간원 헌납을 거쳐, 1777년 강원도 감시어사, 강원도 위유어사를 지냈다. 1778년 이조좌랑, 의정부 검상, 사헌부 지평, 이조정랑, 1780년 이조참의, 1782년 사간원 대사간을 지내고, 1783년 성균관 대사성, 승지, 사헌부 대사헌, 비변사 제조, 이조참판, 1784년 홍문관 부제학, 도승지, 홍충도 관찰사, 1786년 동지경연관사, 예조참판을 지냈다. 1787년 가례도감 제조, 약원(내의원) 제조, 예조판서, 1792년 공조판서, 1793년 한성부 판윤을 지냈다.

## 사후
좌찬성에 증직되고, 정간(貞簡)이라는 시호를 받았다.

## 평가
노론 시파의 거두로서, 정조 즉위년에는 정조의 즉위를 방해한 정후겸, 홍인한, 심상운(沈翔雲) 등의 처벌을 강력히 상소하였고, 정조 후기에는 채제공 등 남인의 등용에 강력히 반대하였다.

## 가족 관계
```
자세한 가족관계는 
심이지
 참조
```

- 조부 : 심택현(沈宅賢) - 이조판서, 좌참찬, 판돈녕부사, 청헌공(淸獻公)
  - 아버지 : 심구(沈銶) - 영천군수, 증 이조판서
    - 형님 : 심건지(沈健之) - 호조정랑, 증 좌찬성
    - 형수 : 증 정경부인 은진 송씨
    - 형수 : 증 정경부인 전주 이씨
      - 조카 : 심능술(沈能述) - 상주목사, 증 이조참판
      - 조카 : 심능적(沈能迪) - 승문원 부정자, 증 이조참판
      - 조카딸 : 청양부부인 청송 심씨(靑陽府夫人 靑松 沈氏) - 순조의 장모, 순원왕후의 어머니
      - 조카사위 : 안동 김씨 - 순조의 국구 영돈녕부사 영안부원군 김조순(永安府院君 金祖淳)

    - 부인 : 증 정경부인 기계 유씨 - 첨정 유언수(兪彦銖)의 딸, 영의정 유척기(兪拓基)의 손녀
      - 장남 : 심능직(沈能直) - 생원
      - 자부 : 광산 김씨
        - 손자 : 심의만(沈宜晩) - 심능달의 아들, 덕천군수
          - 증손자 : 심기택(沈起澤) - 서부도사
            - 고손자 : 심상황(沈相璜) - 비서원경(도승지, 황제 비서실장), 규장각 제학

      - 차남 : 심능악(沈能岳) - 이조판서, 좌참찬, 판의금부사, 판돈녕부사
      - 자부 : 정경부인 평산 신씨
        - 손자 : 심의신(沈宜臣) - 이조참판, 청백리, 상주목사 심능술(심건지의 장남)에게 입양됨
          - 증손자 : 심영택(沈英澤) - 이조참판
            - 고손자 : 심상목(沈相穆) - 이조참판

        - 손자 : 심의린(沈宜麟) - 증 영의정
          - 증손자 : 심훈택(沈勛澤) - 평양서윤, 증 이조참판
            - 고손자 : 심상찬(沈相瓚) - 규장각 직각, 대사성, 이조참의, 봉상사 제조, 중추원 1등의관

          - 증손자 : 심순택(沈舜澤) - 대한제국 공작 청녕공(靑寧公), 대훈위(大勳位), 영의정, 총리대신, 의정대신, 시호는 문충(文忠)
            - 고손자 : 심상진(沈相璡) - 승지, 대사성 - 이조판서 심이택(沈履澤)의 아들

          - 증손자 : 심이택(沈履澤) - 이조판서, 판돈녕부사, 내무독판 - 형조판서 심의면(沈宜冕)에게 입양됨

      - 삼남 : 심능달(沈能達) - 증 이조판서
      - 자부 : 증 정부인 광산 김씨 - 우의정 김희(金熹)의 딸
        - 손자 : 심의만(沈宜晩) - 심능직에게 입양됨, 덕천군수
        - 손자 : 심의면(沈宜冕) - 형조판서
          - 증손자 : 심이택(沈履澤) - 이조판서, 판돈녕부사, 내무독판 - 심의린(沈宜麟)의 아들

## 같이 보기
- 심택현
- 심능악
- 심환지
- 정조
- 김조순
- 순원왕후
- 심상규
- 심순택
- 심이택
- 심의면
- 유척기
- 심의신
- 심상찬
- 심상황